# Mas-Grenier

Mas-Grenier este o comună în departamentul Tarn-et-Garonne din sudul Franței. În 2009 avea o populație de 1.116 de locuitori.

## Evoluția populației
| An        | 1975 | 1982 | 1990 | 1999 | 2006  | 2009  |
| --------- | ---- | ---- | ---- | ---- | ----- | ----- |
| Populație | 855  | 815  | 837  | 931  | 1.027 | 1.116 |